# Boge Rubber & Plastics Group
Die BOGE Rubber & Plastics Group mit Sitz in Damme ist ein internationaler Hersteller im Bereich der Schwingungstechnik und Leichtbaukomponenten für die Automobilindustrie. Die Geschichte einzelner Unternehmensteile mit dem Namen „Boge“ reicht bis ins Jahr 1931 zurück. Die Unternehmensgruppe, die mehrere Einzelunternehmen und auch die Dachmarke vereint, wird heute von der CRRC New Material Technologies GmbH in Damme vertreten. Die Holding wurde 2014 gegründet.

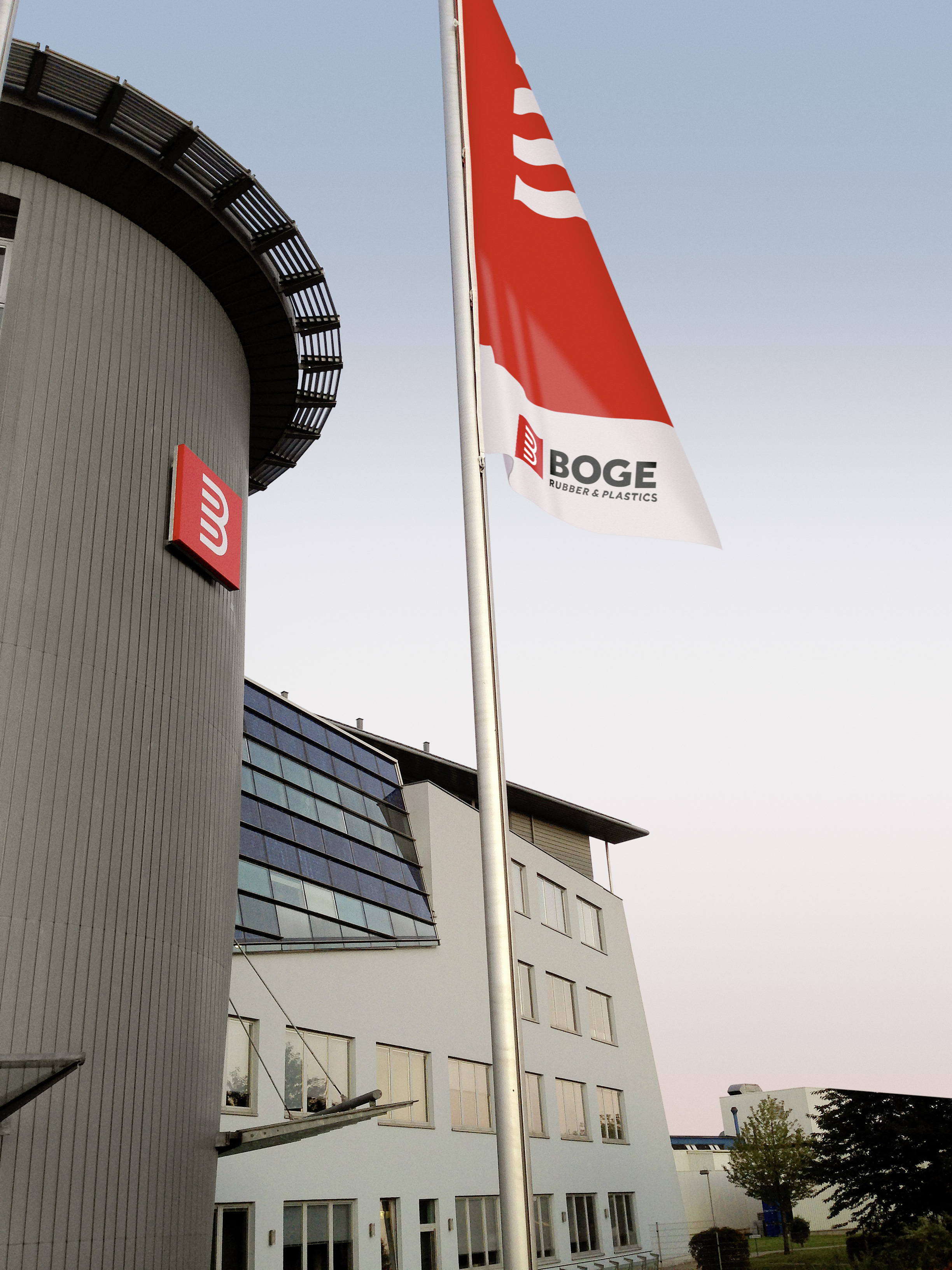
BOGE-Firmensitz in Damme

## Geschichte
Das Unternehmen wurde 1931 als Boge und Sohn KG in Bad Godesberg gegründet. Zu seinem Portfolio gehörten zunächst die Entwicklung und Fertigung von Stoßdämpfern und Gummi-Metall-Produkten. 1991 wiederum trat die Mannesmann AG als Mehrheitsgesellschafter der Boge GmbH ein. 1993 gab die Boge GmbH ihre Aktivitäten im Bereich Stoßdämpfer an die Fichtel & Sachs AG, eine weitere Mannesmann-Tochter, ab und konzentrierte sich fortan auf die Entwicklung und Fertigung von Gummi-Metall-Komponenten und Pralldämpfern. Ab 1997 firmierte die Boge GmbH als Mannesmann Boge GmbH. Nach der Mannesmann-Übernahme durch Vodafone wurden im Jahr 2002 die Aktivitäten des inzwischen als Boge Vibration Control GmbH firmierenden Unternehmens aus dem Konzernzweig Mannesmann Atecs an ZF Friedrichshafen verkauft.
Im folgenden Jahr fusionierten die ZF Boge GmbH und ZF Lemförder Elastmetall GmbH zur ZF Boge Elastmetall GmbH und bildeten das Geschäftsfeld Gummi-Metalltechnik der ZF Friedrichshafen AG. Die ZF Lemförder Elastmetall GmbH ging auf die 1967 gegründete Elastmetall Damme/Oldenburg GmbH zurück, die 1971 mit der Lemförder Metallwaren AG verschmolzen wurde. ZF war dort 1984 Mehrheitsgesellschafter geworden. Die ZF Boge Elastmetall GmbH wurde im Jahr 2010 in die ZF Lemförder GmbH integriert. Die frühere ZF Boge Elastmetall GmbH firmierte von nun an unter dem Namen ZF Lemförder, Geschäftsfeld Boge Rubber & Plastics. 2011 wurde die ZF Lemförder GmbH in die ZF Friedrichshafen AG integriert.
2014 erfolgte die Übernahme des Geschäftsfeldes Rubber & Plastics durch das Unternehmen Zhuzhou Times New Material Technology Co., Ltd. (TMT). Die weltweiten Aktivitäten im Bereich Automotive werden seither unter der Dachmarke BOGE Rubber & Plastics geführt. Die Holding ist die heutige CRRC New Material Technologies GmbH, die eigens zu diesem Zweck gegründet wurde und ihren Sitz in Damme hat. Die drei deutschen Standorte in Damme, Bonn und Simmern firmieren unter der BOGE Elastmetall GmbH. TMT ist ein weltweiter Anbieter von Schwingungstechnik und Polymerverbundwerkstoffen in der Bahntechnik. TMT wiederum ist eine Tochtergesellschaft der China Railway Rolling Stock Corporation Ltd. (CRRC).

## Produkte
Im Geschäftsbereich NVH Fahrwerk Pkw stellt Boge Rubber & Plastics hydraulisch dämpfende Fahrwerklager her. Die Produkte reduzieren Schwingungen, wie sie z. B. bei Kurvenfahrten, beim Bremsen oder auf unebenen Fahrbahnen entstehen. Sie ermöglichen auf diese Weise die Schwingungsdämpfung und Geräuschisolation für alle Fahrzeugtypen und sorgen für mehr Stabilität, Sicherheit und Fahrkomfort. Die vom Geschäftsbereich NVH Antriebsstrang Pkw und Nkw hergestellten Motor- und Getriebelager verhindern, dass Schwingungen vom Antriebsstrang übertragen werden und verbessern so Akustik und Fahrkomfort. Elektrisch schaltbare oder aktive Lager helfen, den Verbrauch zu reduzieren, z. B. im Zusammenhang mit Motoren-Downsizing, Zylinderabschaltung oder Start-Stopp-Funktion. Boge entwickelt und produziert außerdem Komponenten und Module aus Kunststoff.

## Standorte
Weltweit umfasst die BOGE Rubber & Plastics Group zehn Standorte auf vier Kontinenten:
- Damme (Deutschland)
- Simmern (Deutschland)
- Fontenay (Frankreich)
- Trnava (Slowakei)
- Sorocaba (Brasilien)
- Hebron (USA)
- Zhuzhou (China)
- Qingpu (China)
- Wuxi (China)
- San Luis Potosí (Mexiko)

Das Unternehmen hat seine Zentrale in Damme (Deutschland).